# Drehscheibe Christchurch

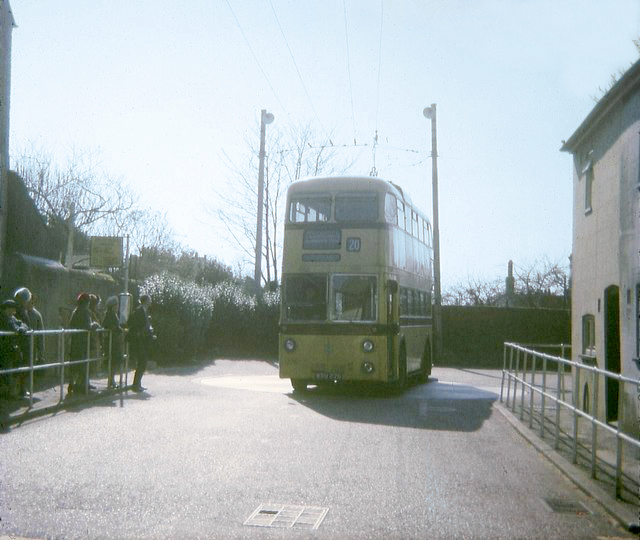
5. April 1969: die Drehscheibe kurz vor ihrer Auflassung

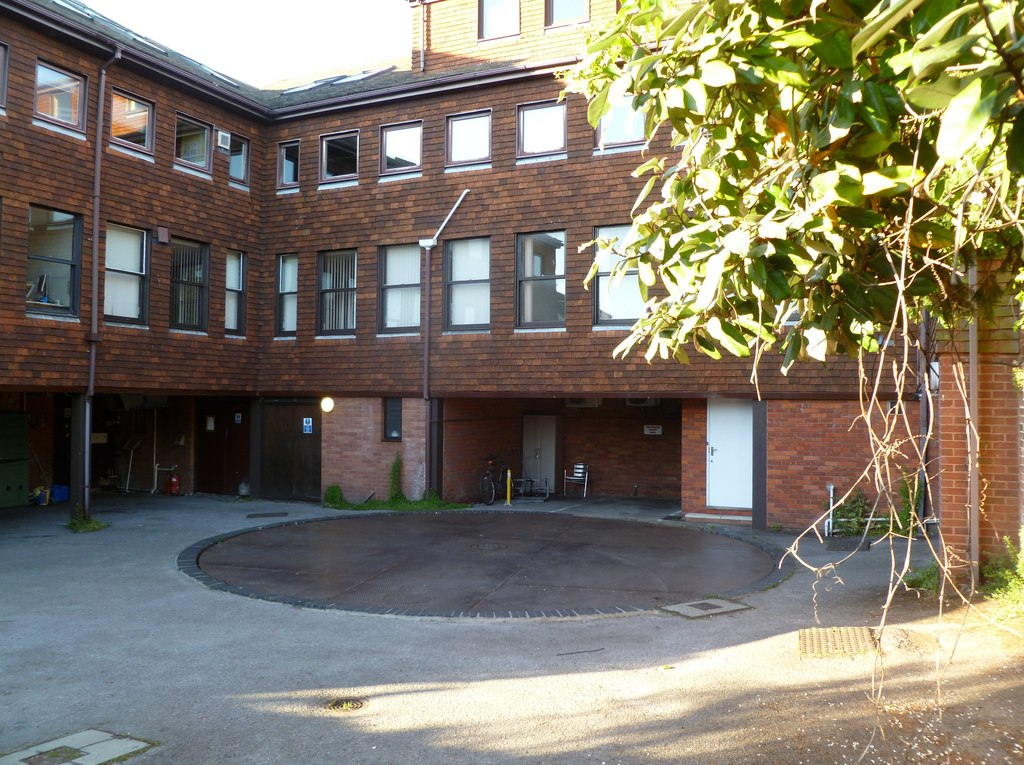
Die Drehscheibe 2011

Die Drehscheibe Christchurch (englisch Trolley Bus Turntable) ist eine ehemalige Oberleitungsbus-Drehscheibe in Christchurch bei Bournemouth, Großbritannien. Sie wurde 1936 eröffnet und am 19. April 1969 stillgelegt, ist aber noch heute vorhanden. Darüber hinaus existieren beziehungsweise existierten weltweit noch vier weitere Anlagen dieser Art. Die Anlage ist als Listed Building der Kategorie II ausgewiesen und steht somit unter Denkmalschutz.